# Canari
Canari (kors. Cànari) – miejscowość i gmina we Francji, w regionie Korsyka, w departamencie Górna Korsyka.
Według danych na rok 1990 gminę zamieszkiwało 291 osób, a gęstość zaludnienia wynosiła 17 osób/km².